# Gare du Theil-de-Bretagne
Ne doit pas être confondu avec Gare du Theil - La Rouge.
La gare du Theil-de-Bretagne est une gare ferroviaire française de la ligne de Châteaubriant à Rennes, située sur le territoire de la commune du Theil-de-Bretagne, dans le département d'Ille-et-Vilaine, en région Bretagne.
C'est une halte voyageurs de la Société nationale des chemins de fer français (SNCF) desservie par des trains express régionaux du réseau TER Bretagne, circulant entre Rennes et Châteaubriant.

## Situation ferroviaire
Établie à 88 mètres d'altitude, la gare du Theil-de-Bretagne est située au point kilométrique (PK) 29,888 de la ligne de Châteaubriant à Rennes, entre les gares de Retiers et de Janzé.

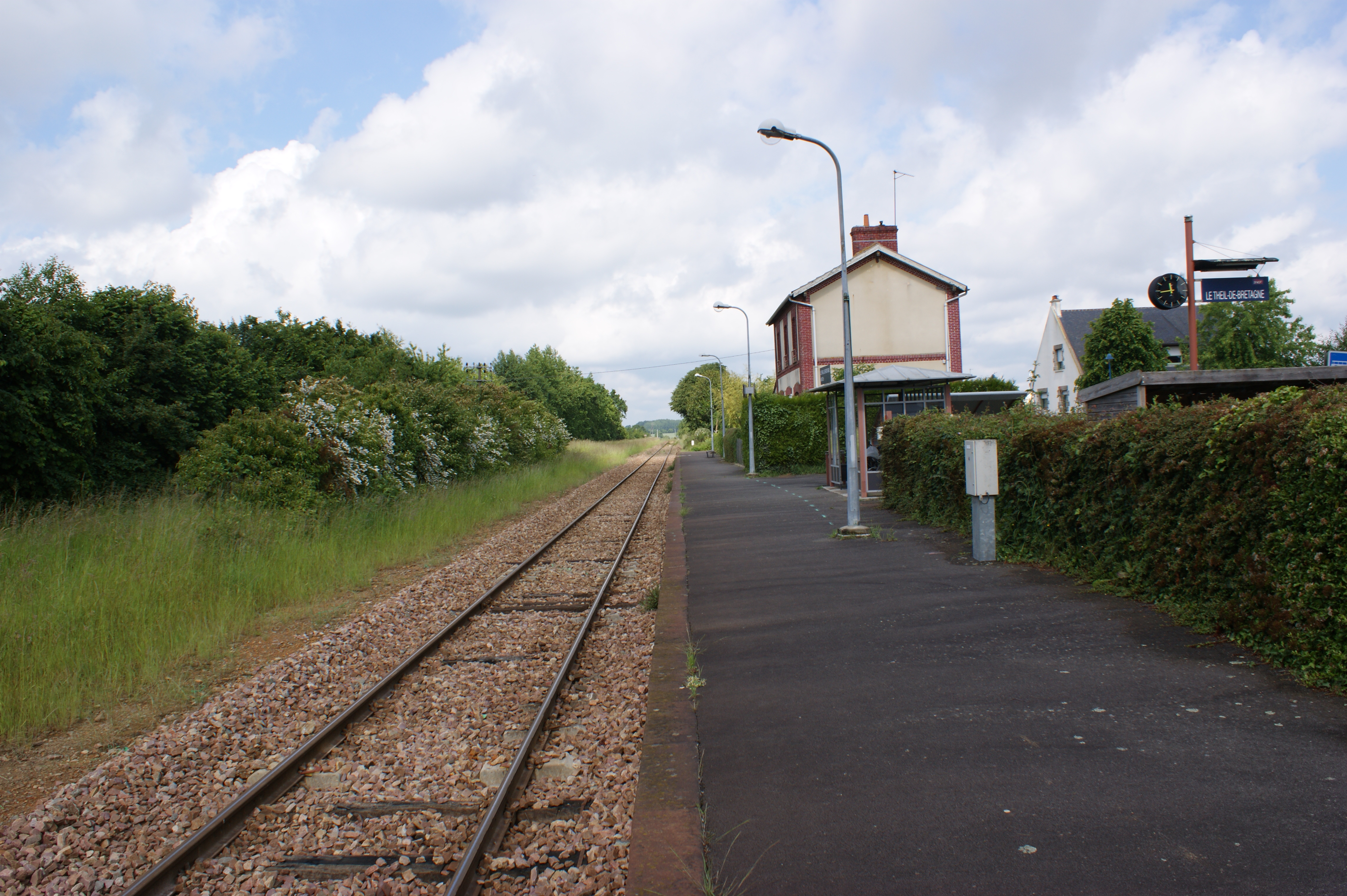
Voie et quai de la halte.

## Histoire
La gare du Theil-de-Bretagne est inaugurée dès la mise en place de la ligne en 1881.

## Fréquentation
De 2015 à 2023, selon les estimations de la SNCF, la fréquentation annuelle de la gare s'élève aux nombres indiqués dans le tableau ci-dessous.
| Année     | 2015   | 2016   | 2017   | 2018   | 2019   | 2020   | 2021   | 2022   | 2023   |
| --------- | ------ | ------ | ------ | ------ | ------ | ------ | ------ | ------ | ------ |
| Voyageurs | 29 396 | 25 002 | 16 854 | 15 678 | 12 541 | 12 032 | 14 312 | 25 403 | 33 563 |

## Service des voyageurs

### Accueil
Halte SNCF, c'est un point d'arrêt non géré (PANG) à entrée libre, qui dispose d'un quai avec un abri.

### Desserte
Le Theil-de-Bretagne est desservie par des trains TER Bretagne qui circulent entre les gares de Rennes et de Châteaubriant.

### Intermodalité
Un abri pour les vélos est situé à l'entrée et le stationnement des véhicules est possible sur la place de la Gare.

## Patrimoine ferroviaire
L'ancien bâtiment voyageurs, désaffecté du service ferroviaire, est devenu une habitation privée.

## Galerie de photographies

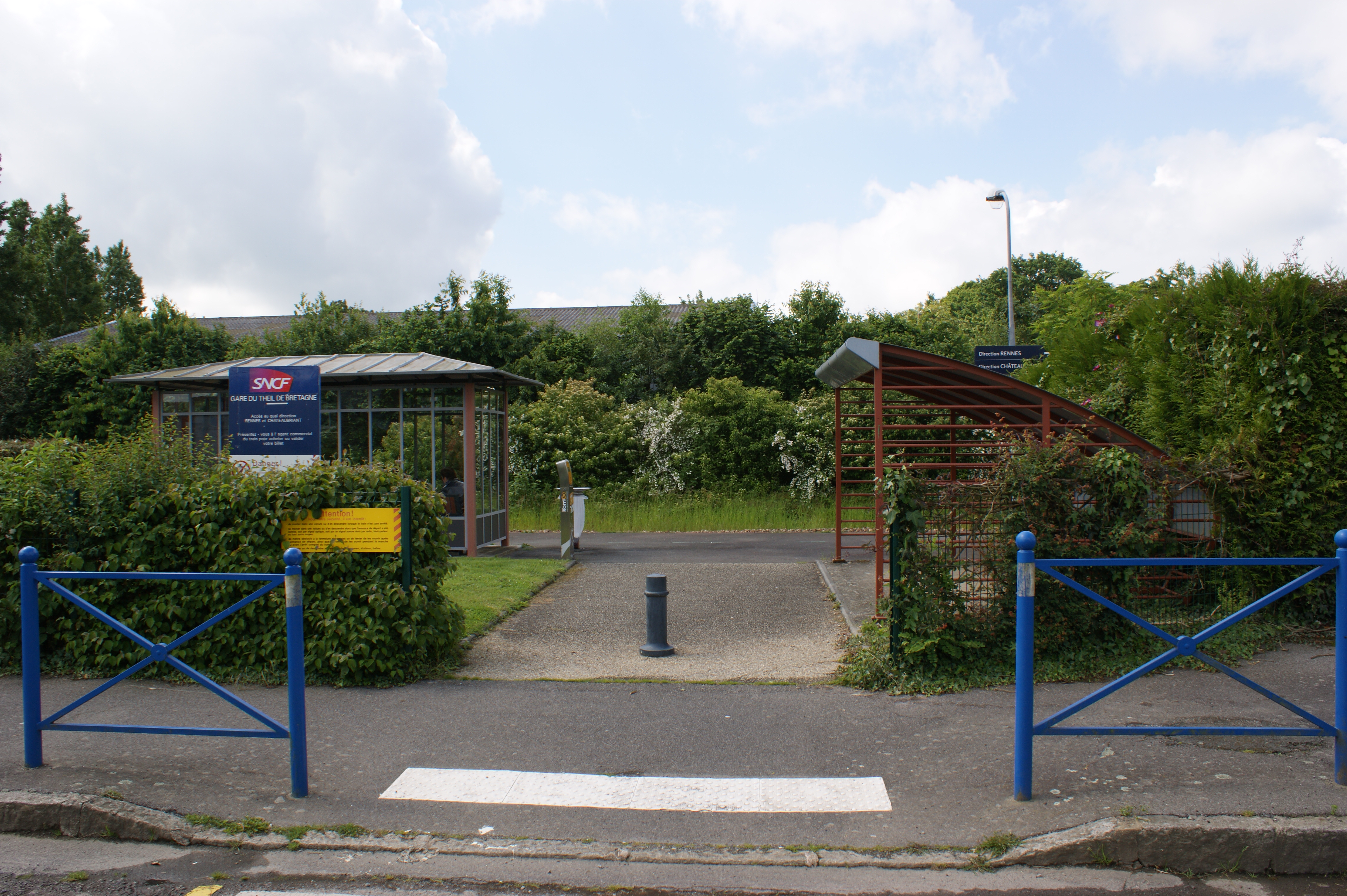
Entrée de la halte.
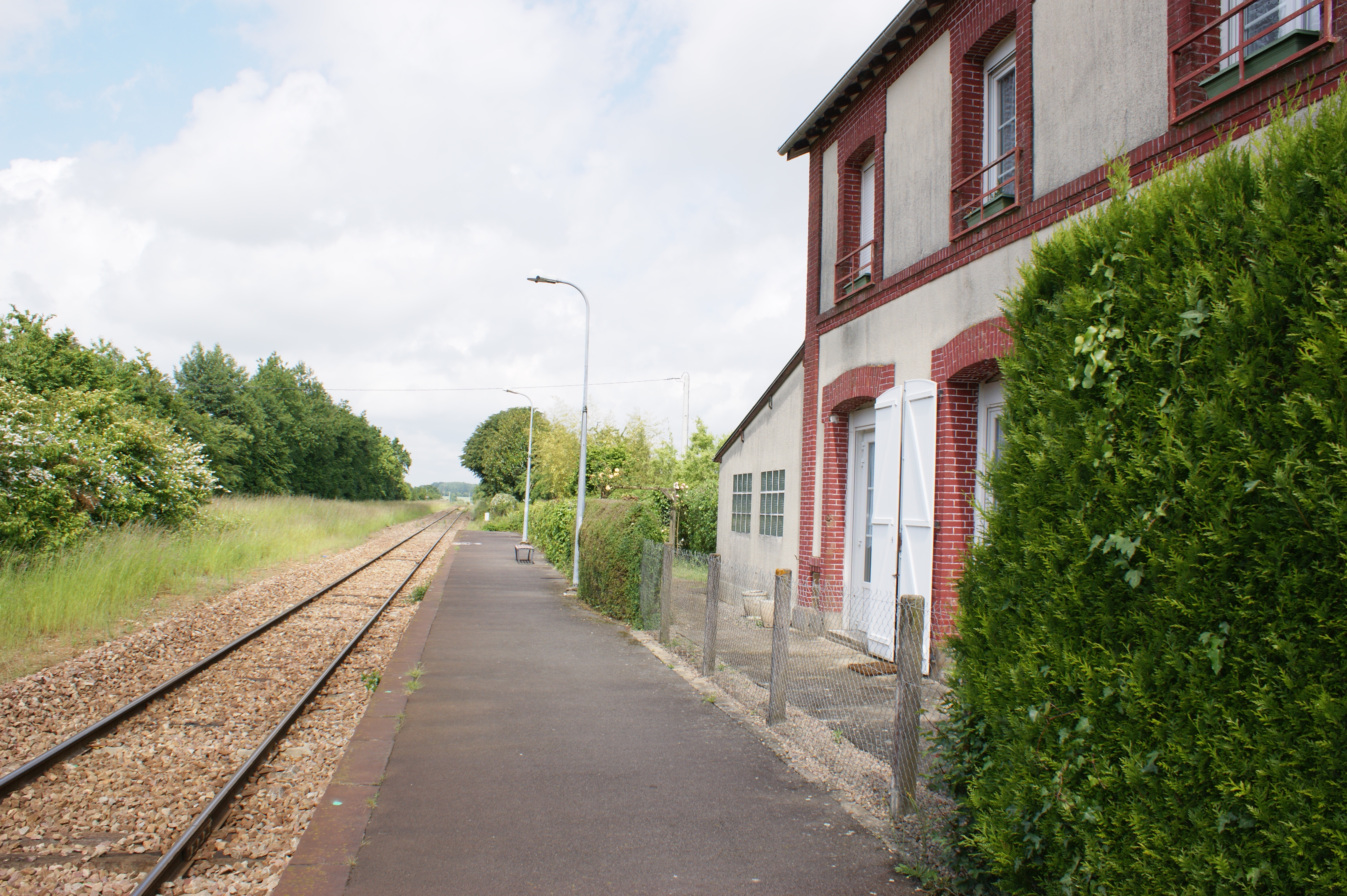
Ancien bâtiment vu du quai.
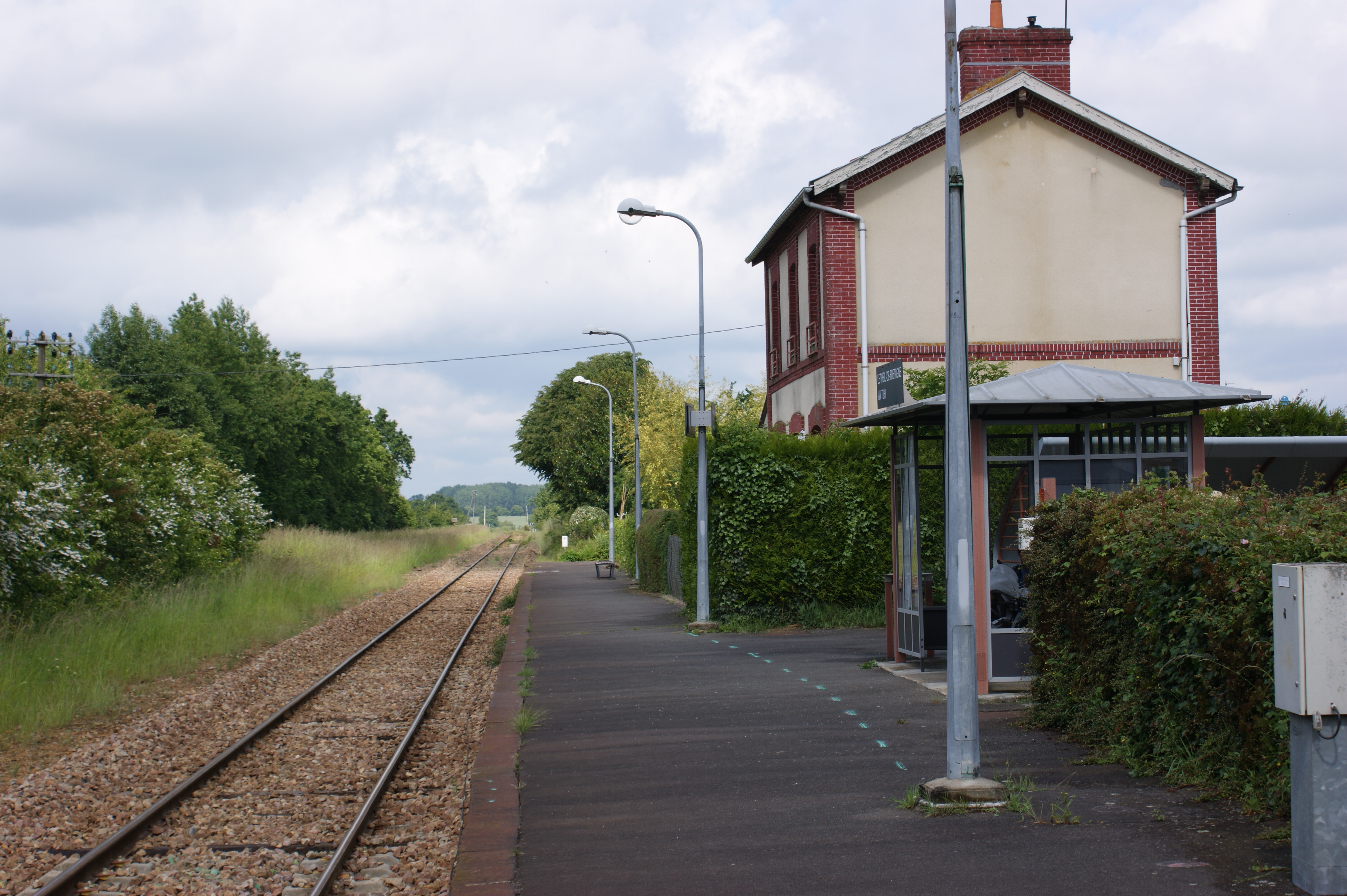
Abri de quai.